# Diplomatie
Pour les articles homonymes, voir Diplomatie (homonymie).
Ne doit pas être confondu avec Diplomatique.

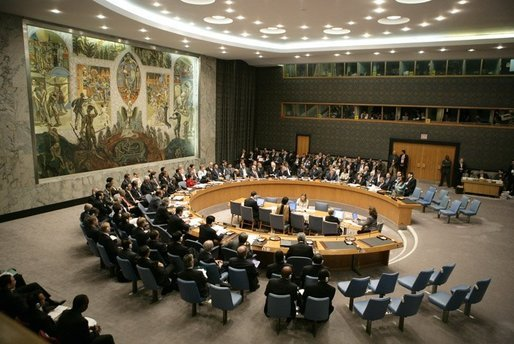
Le Conseil de sécurité des Nations unies est un haut lieu de la diplomatie internationale.

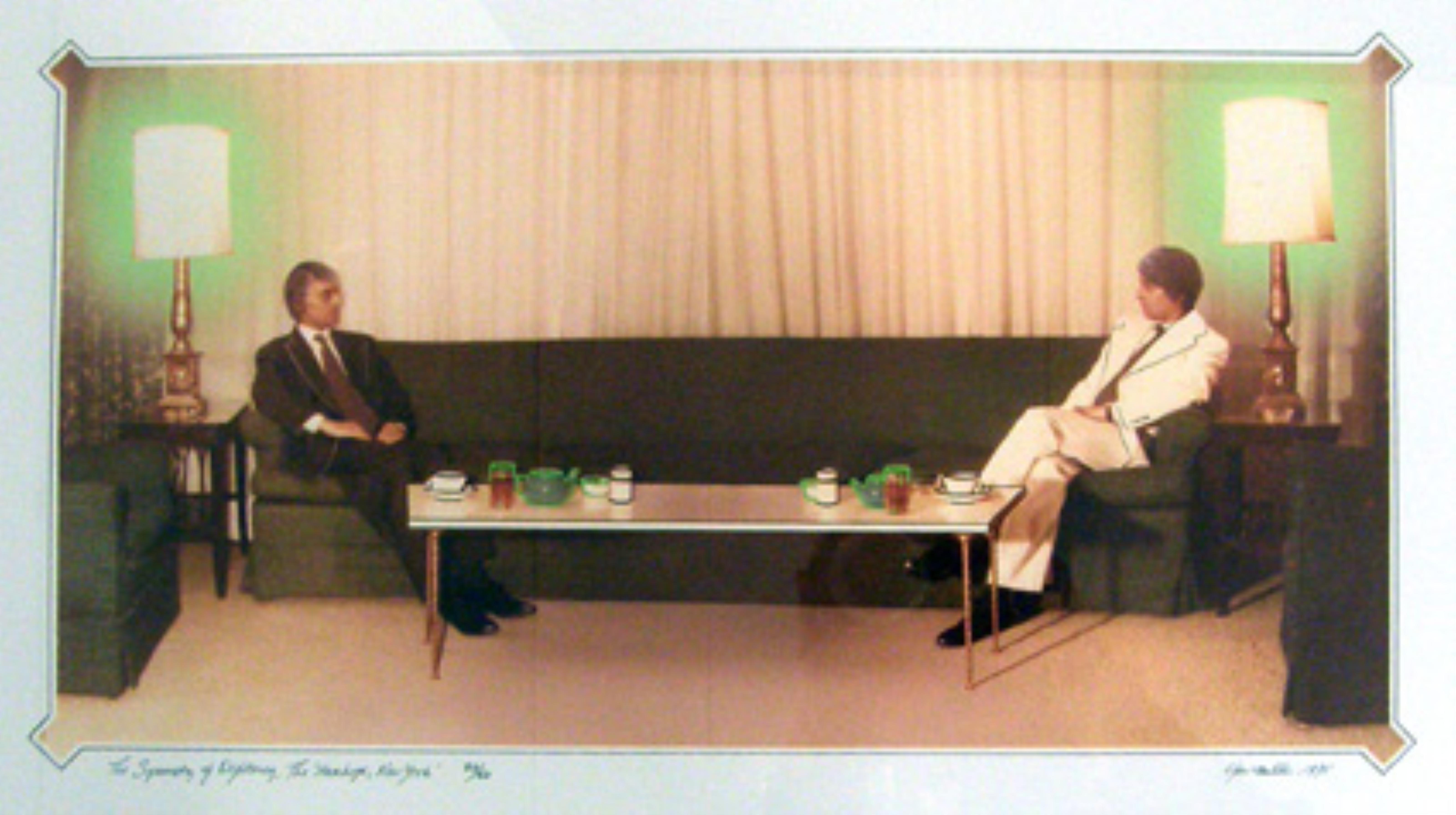
Ger van Elk, Symmetry of Diplomacy, 1975, Groninger Museum.

La diplomatie est la conduite de négociations et de reconnaissances diplomatiques entre les personnes, les groupes ou les nations en vue de définir un accord, par exemple pour résoudre un conflit sans violence. Utilisée formellement, elle se rapporte habituellement à la diplomatie internationale, la conduite des relations internationales par l’entremise (habituellement) de diplomates professionnels.
Une distinction importante existe entre la diplomatie et la politique étrangère, même si elles sont étroitement liées, complémentaires et indispensables l’une à l’autre.
La politique étrangère correspond aux choix stratégiques et politiques des plus hautes autorités de l’État. En France, elle relève du chef de l’État, du Premier ministre et du ministre des Affaires étrangères et européennes.
La diplomatie est la mise en œuvre de la politique étrangère par l’intermédiaire des diplomates.
La diplomatie du Saint-Siège est l’un des plus anciens services diplomatiques au monde, opérant depuis le Ve siècle, et le plus ancien en Europe.
Les plus anciens se retrouvent en Orient, on observait en effet en Asie très tôt déjà, le développement de missions expéditionnaires et diplomatiques, en particulier avec l’expansion de la Chine impériale.

## Théorie des relations entre les États
Dans leur Introduction à l'histoire des relations internationales, Pierre Renouvin et Jean-Baptiste Duroselle mettent en évidence que « l'étude des relations internationales s'attache surtout à analyser et à expliquer les relations entre les communautés politiques organisées dans le cadre d'un territoire, c'est-à-dire entre les États ».
À ce titre les relations internationales sont indissociables de la guerre, ou, plus exactement d'une tension constante entre la guerre et la paix. Thucydide, déjà, fondait son récit historique sur une alternance constante entre le repos et le mouvement. Dans une optique assez proche, Raymond Aron établit que les deux principaux acteurs des relations inter-étatiques sont l'ambassadeur et le soldat : l'un comme l'autre ont de fait pour fonction de représenter leur pays à l'étranger. Il existe ainsi une relation de continuité entre la diplomatie et la guerre. Toutes deux visent également à garantir les intérêts d'un pays donné : la première par la négociation, la seconde par la violence.
Deux cas de figure échappent toutefois au champ des relations internationales :
La communauté isolée ou volontairement coupée du monde
Toute relation inter-étatique rend en effet le conflit ou la discorde possibles. Aussi, maintenir un État en paix impliquerait de l'exclure du reste du monde politique. Cette volonté d'exclusion est en particulier formulée dans Les Lois de Platon. Pour préserver la cité idéale, il convient de limiter considérablement les échanges extérieurs : « c'est pourquoi la cité platonicienne entretiendra, par un « noble mensonge », le mythe de l'autochtonie, ou d'une différence de nature entre ses citoyens et les autres hommes, elle sera loin de la mer, découragera les voyages et les contacts avec l'étranger, réservés aux ambassadeurs et aux philosophes ».
L'empire universel
L'établissement d'un empire universel part d'un prérequis inverse de celui de la communauté isolée, mais ses conséquences sont identiques. Il s'agit ici non pas de couper un groupe humain du reste de l'humanité, mais, bien au contraire, de fédérer l'ensemble des groupes humains et de les fédérer sous la même autorité. Dans son traité De Monarchia, Dante met en évidence la nécessité et la naturalité d'un tel établissement : « Tout royaume divisé en son sein sera ravagé. Si donc il en est ainsi dans ces réalités prises une à une, qui sont ordonnées en vue d'un but unique, quel qu'il soit, le principe posé plus haut est vrai. Or, c'est un fait établi que tout le genre humain est ordonné en vue d'un but unique : il faut qu'un seul donne les règles ou dirige ». Cette perspective se heurte toutefois à la question de sa réalisation : « dans la réalité des faits, les peuples n'ont jamais accepté durablement cette idée d'unité que comme unification culturelle (…) Les hommes se laissent plus facilement unir par les idées que par les pouvoirs ».

## Institutions

### Diplomates et mission diplomatique
Un diplomate est une personne impliquée dans la diplomatie ; on parle de mission diplomatique dès lors que l’on fait référence à un groupe de diplomates originaires d’un même pays qui résident dans un autre pays. Le rang d’ambassadeur est le plus élevé des rangs diplomatiques ; une mission diplomatique à la tête de laquelle se trouve un ambassadeur s'appelle une ambassade. L’ensemble de tous les diplomates d’un pays donné s'appelle le corps diplomatique. La mission diplomatique est un ensemble de personnes nommées par un État dit « État accréditant » pour exercer, sous l’autorité d’un chef de mission, des fonctions de caractère diplomatique sur le territoire d’un État étranger dit « État accréditaire ».

### Les fonctions de la mission diplomatique
Selon l’article 3 de la Convention de Vienne de 1961, les fonctions normales sont :
- la représentation de l’État accréditant ;
- la protection des intérêts de l’État accréditant et de ses ressortissants, dans les limites admises par le droit international ;
- la négociation avec l’État accréditaire ;
- l’information par tous les moyens licites des conditions et de l’évolution des évènements dans l’État accréditaire, avec envoi de rapport à l’état accréditant ;
- le développement des relations amicales, notamment des relations économiques, culturelles et scientifiques.

Les articles 45 et 46 de la Convention de Vienne établissent des fonctions exceptionnelles. Selon ces articles, un État peut charger sa mission diplomatique de la protection des intérêts d’un État tiers qui aurait rompu ses relations diplomatiques avec l’État accréditaire. De plus, en principe, la mission diplomatique n’exerce pas de fonctions consulaires mais elle peut être amenée à exercer de telles fonctions : selon l’article 3 de la Convention de Vienne, aucune des dispositions de cette Convention ne saurait être interprétée comme interdisant l’exercice de fonctions consulaires par une mission diplomatique.

### La composition de la mission diplomatique
Elles sont toutes composées d’un chef de mission ainsi que de son personnel placé sous son autorité.
Le chef de mission
La Convention de Vienne a dû établir des règles qui déterminent le classement des chefs de mission et cela afin de mettre un terme aux problèmes de préséance entre agents diplomatiques. Les problèmes de préséance sont le fait que (préséance = prendre place avant quelqu’un d’autre) chaque État accréditaire ayant un chef de mission, lequel précède l’autre dans le cas d'une cérémonie officielle. Initialement, les ambassadeurs estimaient que la place qu’ils occupaient dans une cérémonie officielle devait correspondre à l’importance de leur souverain, en d’autres termes à la considération qu’ils pensaient lui être due. C’était pour résoudre ce type de problème que le Congrès de 1815 fut réuni. Mais le problème de préséance s’est poursuivi, c’est pourquoi l’article 14 de la Convention de Vienne aborde cette question : selon cet article, la catégorie chef de mission se divise en trois classes :
- Une classe correspond aux ambassadeurs ou nonces apostoliques accrédités auprès des chefs d’État.
- Une autre classe est celle des envoyés ministre ou inter nonce, également accrédités auprès des chefs d’État.
- La dernière classe est celle des chargés d’affaires qui sont ceux accrédités auprès du ministre des affaires étrangères.

Dans une même classe, l’ancienneté de la nomination dans le pays accréditaire est déterminante. Les États décident entre eux de la classe à laquelle doivent appartenir les chefs de mission. Les États accréditaires ne font aucune différence entre les chefs de mission en raison de leur classe sauf en ce qui concerne la préséance et l’étiquette. Ces questions de préséance envisagées à l’article 14 ne concernent que les chefs de mission. L’article 17 précise que l’ordre de préséance du personnel diplomatique de chaque mission est établi par l’État accréditant lui-même et notifié au ministère des affaires étrangères de l’État accréditaire. Un chef de mission ne peut entrer en fonction que s’il a l’accord préalable du gouvernement qui le reçoit et cet accord s’appelle l’agrément. Au moment où un chef de mission prend ses fonctions, il doit présenter ses lettres de créance par lesquelles son propre État l’accrédite auprès de l’État accréditaire. La Convention de Vienne confirme une pratique internationale ayant débuté vers les années 1920, qui permettait la représentation de plusieurs États par un seul chef de mission. Cette hypothèse est reprise aux articles 5 et 6 de la Convention de Vienne qui précisent que l’État accréditaire doit donner son accord pour qu’une même personne soit accréditée par/auprès de plusieurs États. En adoptant cette formule, certains États évitent les difficultés financières que provoque la création de très nombreuses missions diplomatiques tout en étant représentés auprès de différents États.
Le personnel de la mission diplomatique
La mission diplomatique comprend tout le personnel nécessaire pour remplir les fonctions diplomatiques et ce personnel se divise en plusieurs catégories : il y a les agents diplomatiques agréés par l’État d’accueil dont le chef de mission puis le personnel administratif et technique employé dans les services administratifs de la mission et enfin le personnel de service employé au service domestique de la mission. Les effectifs sont toujours fixés par un accord entre l’État accréditant et l’État accréditaire. Selon l’article 11 de la Convention de Vienne, l’État accréditaire « peut exiger que cet effectif soit maintenu dans les limites de ce qu’il considère comme raisonnable et normal ». Les membres de la mission diplomatique sont choisis unilatéralement par le gouvernement d’envoi qui doit simplement notifier cette désignation au gouvernement de l’État accréditaire. L’État accréditaire peut à tout moment déclarer qu’un membre du personnel diplomatique est considéré comme persona non grata et donc demander son rappel à l’État accréditant. En général, une telle pratique est le signe d’une tension politique entre les deux États et cela concerne majoritairement les chefs de mission.

### Immunité diplomatique
Les diplomates avec un passeport diplomatique (catégories A et B) bénéficient d’une immunité diplomatique c'est-à-dire que les agents diplomatiques et les membres de leur famille ne peuvent être poursuivis devant les juridictions de l’État accréditaire pour les infractions, quelle qu'en soit la nature, qu'ils commettent sur le territoire de ce pays accréditaire (l'immunité consulaire, elle, ne profite aux consuls et au personnel consulaire que pour les infractions commises dans le cadre de leur fonction). L’immunité diplomatique ne doit en aucun cas être confondue avec la protection diplomatique.

## Politiques étrangères

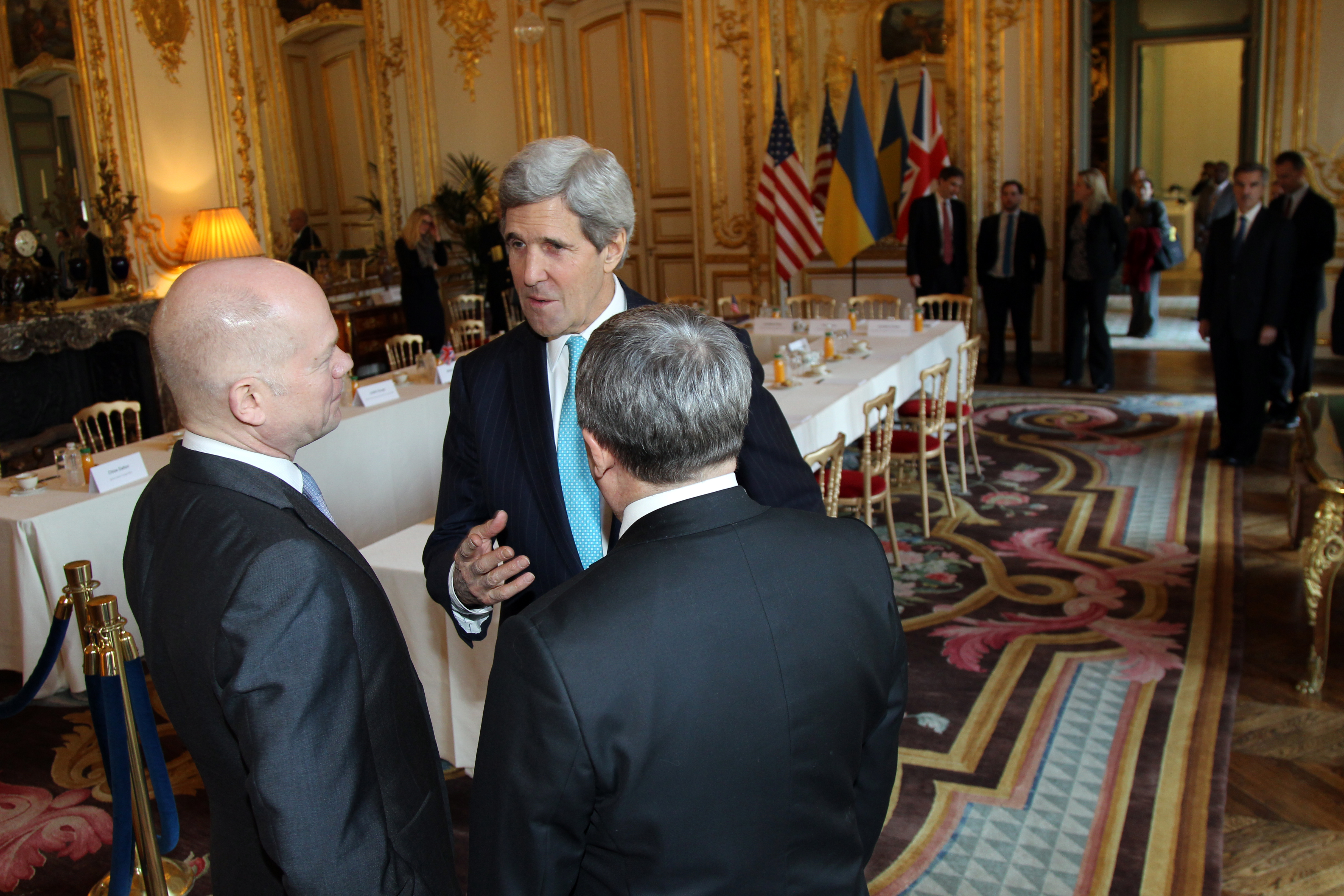
John Kerry, Secrétaire d'État des États-Unis de 2013 à 2017, est chargé du réseau diplomatique de son pays.

Les politiques étrangères désignent l'ensemble des politiques extérieures menées par un pays.
En France, le chef de l'État, le Premier ministre et le ministre des Affaires étrangères en sont chargés. Dans d'autres pays, d'autres titres peuvent être utilisés, comme Secrétaire d'État aux États-Unis.

## Histoire
La capacité à exercer une diplomatie est l'un des éléments déterminants des États, la diplomatie se pratiquant probablement depuis le début de la civilisation.
Les premières attestations de la diplomatie se retrouvent dans l'échange de cadeaux somptueux. Ce lien entre diplomatie et commerce remonte à l'Âge du bronze comme le montrent les cadeaux en signe d'amitié dans les épopées homériques.
En 1455, le duc de Milan Francesco Sforza établit pour la première fois dans l'histoire de la diplomatie une mission diplomatique permanente auprès de la république de Gênes. Au cours des années qui suivent il est imité par la majorité des souverains d'Italie et finalement d'Europe.
La codification du métier de diplomate (et plus précisément d'ambassadeur) a lieu au début du XVIIe siècle, notamment grâce à le parfait ambassadeur de Jean Antoine de Vera et à l'ambassadeur et ses fonctions d'Abraham de Wicquefort.

### Afrique
Les échanges culturels et économiques entre l'Europe et le Maghreb existent au moins depuis l'antiquité carthaginoise, la diplomatie en faisait déjà partie. La tradition date le premier traité entre Rome et Carthage de 509 avant Jésus-Christ.

### Amériques
Après la découverte de l’Amérique, les colons s'approprient et occupent les territoires en formulant l'argument que ceux-ci sont sans maîtres ; on les désigne par Terra nullius. Les Français, Anglais et Néerlandais font de même aux Antilles, qu'ils qualifient "d'îles inutiles". La réalité est tout à fait autre puisque les territoires sont effectivement occupés. Cet argument des colons est dénoncé déjà au XVIe siècle par Francisco de Vitoria notamment.
On invoque également la nudité des Amérindiens, le besoin de les christianiser, ainsi que le fait que ceux-ci refusent de commercer avec les colons pour justifier une guerre juste et le fait qu'on ne traite pas avec eux d'égal à égal.
Le droit des gens n'est donc pas transmis aux populations amérindiennes et c'est la force qui fait le droit dans cette région. Cela prévaut jusqu'à la seconde moitié du XVIIe siècle où l'on va partiellement étendre le droit européen pour mettre hors-la-loi les flibustiers des Caraïbes.
Au Québec, les Français, sous la direction de Samuel de Champlain, commencent cependant à s'allier avec des nations indigènes d'Amérique et en deviennent dépendants pour le commerce des fourrures qui est un enjeu essentiel de la colonisation du Canada. D'autres nations, comme les iroquois, s'allient avec les Anglais et les Hollandais et des rivalités naissent. C'est dans ce contexte qu'en 1701 va avoir lieu la signature d’un traité de paix entre la Nouvelle-France et les Nations amérindiennes. Ce traité historique marque une forme de diplomatie sans précédent avec les Amérindiens et est largement glorifié à l'époque ; il porte le nom de Grande paix de Montréal.

### Asie
Dès le IIe millénaire av. J.-C., un réseau diplomatique important se développe en Mésopotamie entre les cités-États, puis entre les empires du Moyen-Orient, et même avec les régions avoisinantes : Anatolie, Égypte, Perse. Les lettres d'Amarna en sont un exemple, en tant que correspondance entre les dirigeants des grandes puissances XIVe siècle av. J.-C. notamment le pharaon, le roi des Hittites, le roi de Babylone et le roi d'Assyrie. Certaines tablettes cunéiformes nous informent aussi sur la présence de véritables ambassadeurs dans les cours impériales de Mésopotamie, souvent proches de la famille royale.

### Europe
En Europe, la diplomatie commence avec les premières cités-États dans la Grèce antique. Les diplomates étaient alors envoyés pour des négociations spécifiques et revenaient immédiatement une fois leur mission conclue. Les diplomates étaient généralement proches de la famille régnante (les souverains avaient davantage confiance dans les membres de leur famille) ou de très haut rang, afin de leur donner une légitimité à négocier avec d'autres États. Le déclin des cités-États dans l'Europe féodale réduit cette activité, sauf en Andalousie, qui exerce des relations diplomatiques avec les différents empires et royaumes d'Europe, du Maghreb et du Moyen-Orient. Cette activité renaît au XIIe siècle avec les républiques maritimes de Venise et Gênes et les villes de la Hanse.

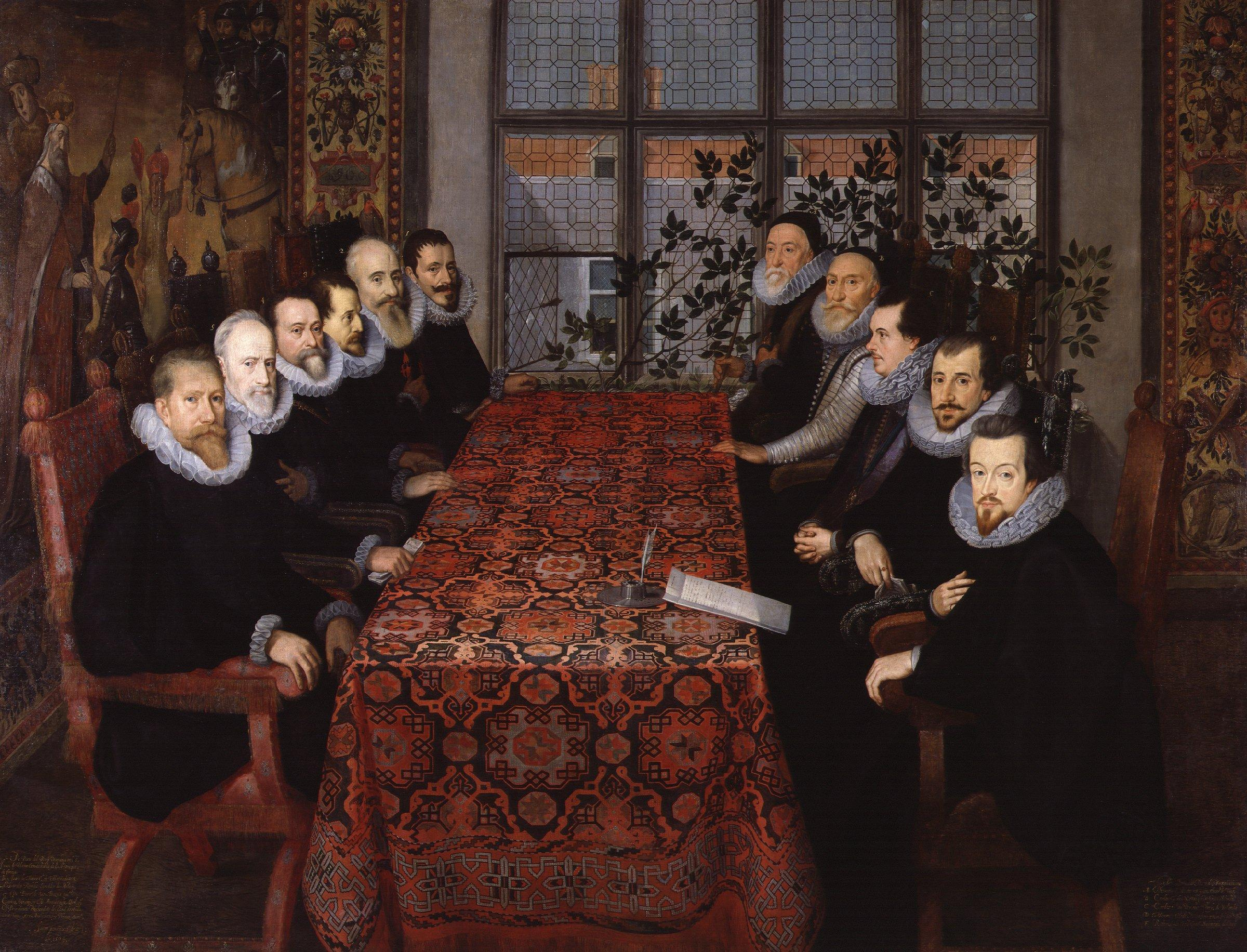
Somerset House Conference : peinture d'un artiste anonyme représentant la négociation du Traité de Londres à Somerset House en août 1604. Ces négociations ont mis fin à la guerre anglo-espagnole. (National Portrait Gallery)

La structuration des États voit le développement du corps diplomatique qui se hiérarchise (ambassadeur extraordinaire et ordinaire, envoyé ou résident authentifié par des lettres de créance). François de Callières publie en 1716 De la manière de négocier avec les souverains, de l'utilité des négociations, du choix des ambassadeurs et des envoyés, et des qualités nécessaires pour réussir dans ces emplois.
Colbert de Torcy a l'idée de créer une académie politique en 1712 pour former des secrétaires d'ambassade. Traditionnellement, on pensait que le terme diplomatie avait été employé en tant que métier pour la première fois dans les discours de Simon-Nicolas-Henri Linguet en 1791 et Robespierre en 1792, mais il existe des occurrences plus anciennes :
- corps diplomatique dans une lettre du chevalier d'Éon en 1762[13] et un ouvrage en 1764 ;
- diplomate dans un mémoire de Jean-Louis Favier (en)[14].

Selon Talleyrand « Il faut (en parlant d'un ministre des Affaires étrangères) qu'il soit doué d'une sorte d'instinct qui, l'avertissant promptement, l'empêche avant toute discussion de jamais se compromettre. Il faut […] la faculté […] d'être habile jusque dans le choix de ses distractions. Il faut que sa conversation soit simple, variée, inattendue, toujours naturelle et parfois naïve, en un mot, il ne doit pas cesser un moment dans les vingt-quatre heures d'être ministre des Affaires étrangères ».
Pendant la Seconde Guerre mondiale, Mary McGeachy travaille au ministère britannique de l'Économie de guerre. En octobre 1942, elle devient la première femme à disposer du statut diplomatique britannique. Contrairement à ses collègues diplomates masculins, ce statut lui est toutefois attribué temporairement,.

## Caractéristiques de la diplomatie
Plusieurs éléments rendent aujourd'hui complexe le recours aux négociations et à la diplomatie. Parmi ces éléments, Pierre Grosser identifie le « discours de l'urgence ». Les diplomates sont confrontés à un temps médiatique qui tend à supprimer le temps nécessaire à la diplomatie. Or, la diplomatie demande du temps, car la résolution de certains problèmes peut prendre plusieurs décennies, comme on le voit avec le réchauffement climatique.
Pour le grand public, les représentations habituelles de la diplomatie associent aussi à ce domaine l'usage d’une langue codée, stéréotypée ou formelle, une variante du langage politique qui accorde une importance particulière aux formes afin de respecter la face de l'interlocuteur pour prolonger la discussion nécessaire aux relations internationales qui se jouent sur un temps long. Cette langue qui a été pendant des siècles la lingua franca, distingue par exemple la note libre de la prise de position officielle.

## Diplomatie et littérature

### Les écrivains diplomates
- Pierre-Jean Rémy
- Romain Gary
- Paul Claudel
- Saint-John Perse
- François-René de Chateaubriand
- Paul Morand
- Jean-Christophe Rufin